# 1994-es labdarúgó-világbajnokság-selejtező (UEFA – 1. csoport)
Az 1994-es labdarúgó-világbajnokság európai 1. selejtezőcsoportjának mérkőzéseit, és a csoport végeredményét tartalmazó lapja. A csoportban körmérkőzéses, oda-visszavágós rendszerben játszottak egymással a labdarúgó-válogatottak. A két első helyezett automatikus résztvevője lett az 1994-es labdarúgó-világbajnokságnak.
A csoportban Észtország, Málta, Olaszország, Portugália, Skócia és Svájc szerepelt.
Olaszország végzett az első helyen és kijutott az 1994-es világbajnokságra, a második helyet pedig Svájc szerezte meg és szintén kijutott a világbajnokságra.

## Tabella
| Hely. | Csapat      | M  | Gy | D | V | G+ | G– | Gk  | P  | Továbbjutás                          |     | Olaszország | Svájc | Portugália | Skócia | Málta | Észtország |
| ----- | ----------- | -- | -- | - | - | -- | -- | --- | -- | ------------------------------------ | --- | ----------- | ----- | ---------- | ------ | ----- | ---------- |
| 1.    | Olaszország | 10 | 7  | 2 | 1 | 22 | 7  | +15 | 16 | Kijutott az 1994-es világbajnokságra |     | —           | 2–2   | 1–0        | 3–1    | 6–1   | 2–0        |
| 2.    | Svájc       | 10 | 6  | 3 | 1 | 23 | 6  | +17 | 15 | Kijutott az 1994-es világbajnokságra |     | 1–0         | —     | 1–1        | 3–1    | 3–0   | 4–0        |
| 3.    | Portugália  | 10 | 6  | 2 | 2 | 18 | 5  | +13 | 14 |                                      |     | 1–3         | 1–0   | —          | 5–0    | 4–0   | 3–0        |
| 4.    | Skócia      | 10 | 4  | 3 | 3 | 14 | 13 | +1  | 11 |                                      | 0–0 | 1–1         | 0–0   | —          | 3–0    | 3–1   |            |
| 5.    | Málta       | 10 | 1  | 1 | 8 | 3  | 23 | −20 | 3  |                                      | 1–2 | 0–2         | 0–1   | 0–2        | —      | 0–0   |            |
| 6.    | Észtország  | 10 | 0  | 1 | 9 | 1  | 27 | −26 | 1  |                                      | 0–3 | 0–6         | 0–2   | 0–3        | 0–1    | —     |            |

## Mérkőzések
| 1992. augusztus 16. |

| Észtország | 0–6         | Svájc                                               |
| ---------- | ----------- | --------------------------------------------------- |
|            | Jegyzőkönyv | Chapuisat 23' 68' Bregy 29' Knup 46' 66' Sforza 84' |

| Kadrioru, Tallinn Nézőszám: 2,412 Játékvezető: Michał Listkiewicz (lengyel) |

| 1992. szeptember 9. |

| Svájc                 | 3–1         | Skócia      |
| --------------------- | ----------- | ----------- |
| Knup 2' 71' Bregy 81' | Jegyzőkönyv | McCoist 13' |

| Wankdorf, Bern Nézőszám: 7,662 Játékvezető: Mario van der Ende (holland) |

| 1992. október 14. |

| Olaszország                | 2–2         | Svájc                   |
| -------------------------- | ----------- | ----------------------- |
| R. Baggio 83' Eranio 90+1' | Jegyzőkönyv | Ohrel 17' Chapuisat 21' |

| Sant’Elia stadion, Cagliari Nézőszám: 26,216 Játékvezető: Peter Mikkelsen (dán) |

| 1992. október 14. |

| Skócia | 0–0         | Portugália |
| ------ | ----------- | ---------- |
|        | Jegyzőkönyv |            |

| Ibrox Park, Glasgow Nézőszám: 22,583 Játékvezető: Hubert Forstinger (osztrák) |

| 1992. október 25. |

| Málta | 0–0         | Észtország |
| ----- | ----------- | ---------- |
|       | Jegyzőkönyv |            |

| Ta’ Qali Nemzeti Stadion, Ta’ Qali Nézőszám: 1,456 Játékvezető: Oğuz Sarvan (török) |

| 1992. november 18. |

| Skócia | 0–0         | Olaszország |
| ------ | ----------- | ----------- |
|        | Jegyzőkönyv |             |

| Ibrox Park, Glasgow Nézőszám: 33,029 Játékvezető: Aron Schmidhuber (német) |

| 1992. november 18. |

| Svájc                              | 3–0         | Málta |
| ---------------------------------- | ----------- | ----- |
| Bickel 2' Sforza 44' Chapuisat 89' | Jegyzőkönyv |       |

| Wankdorf, Bern Nézőszám: 7,644 Játékvezető: Szergej Huszainov (orosz) |

| 1992. december 19. |

| Málta       | 1–2         | Olaszország            |
| ----------- | ----------- | ---------------------- |
| Gregory 85' | Jegyzőkönyv | Vialli 59' Signori 62' |

| Ta’ Qali Nemzeti Stadion, Ta’ Qali Nézőszám: 14,191 Játékvezető: Guy Goethals (belga) |

| 1993. január 24. |

| Málta | 0–1         | Portugália    |
| ----- | ----------- | ------------- |
|       | Jegyzőkönyv | Rui Aguas 58' |

| Ta’ Qali Nemzeti Stadion, Ta’ Qali Nézőszám: 11,500 Játékvezető: David Elleray (angol) |

| 1993. február 17. |

| Skócia                    | 3–0         | Málta |
| ------------------------- | ----------- | ----- |
| McCoist 15' 68' Nevin 84' | Jegyzőkönyv |       |

| Ibrox Park, Glasgow Nézőszám: 35,490 Játékvezető: Ilkka Koho (finn) |

| 1993. február 24. |

| Portugália | 1–3         | Olaszország                              |
| ---------- | ----------- | ---------------------------------------- |
| Couto 56'  | Jegyzőkönyv | R. Baggio 2' Casiraghi 25' D. Baggio 73' |

| Estádio das Antas, Porto Nézőszám: 30,761 Játékvezető: Bo Karlsson (svéd) |

| 1993. március 24. |

| Olaszország                                                          | 6–1         | Málta                   |
| -------------------------------------------------------------------- | ----------- | ----------------------- |
| D. Baggio 19' Signori 38' Vierchowod 48' Mancini 58' 89' Maldini 73' | Jegyzőkönyv | Busuttil 68' (11-esből) |

| La Favorita, Palermo Nézőszám: 33,720 Játékvezető: Vaszílisz Nikákisz (görög) |

| 1993. március 31. |

| Svájc         | 1–1         | Portugália |
| ------------- | ----------- | ---------- |
| Chapuisat 39' | Jegyzőkönyv | Semedo 44' |

| Wankdorf, Bern Nézőszám: 29,095 Játékvezető: Kim Milton Nielsen (dán) |

| 1993. április 14. |

| Olaszország               | 2–0         | Észtország |
| ------------------------- | ----------- | ---------- |
| R. Baggio 22' Signori 87' | Jegyzőkönyv |            |

| Nereo Rocco Stadion, Trieszt Nézőszám: 22,279 Játékvezető: Piller Sándor (magyar) |

| 1993. április 17. |

| Málta | 0–2         | Svájc                    |
| ----- | ----------- | ------------------------ |
|       | Jegyzőkönyv | Ohrel 31' Türkyılmaz 89' |

| Ta’ Qali Nemzeti Stadion, Ta’ Qali Nézőszám: 7,837 Játékvezető: Ion Crăciunescu (román) |

| 1993. április 28. |

| Portugália                                 | 5–0         | Skócia |
| ------------------------------------------ | ----------- | ------ |
| Rui Barros 5' 70' Cadete 45' 72' Futre 67' | Jegyzőkönyv |        |

| Estádio da Luz, Lisszabon Nézőszám: 28,000 Játékvezető: Puhl Sándor (magyar) |

| 1993. május 1. |

| Svájc        | 1–0         | Olaszország |
| ------------ | ----------- | ----------- |
| Hottiger 56' | Jegyzőkönyv |             |

| Wankdorf, Bern Nézőszám: 32,000 Játékvezető: Antonio Martín Navarrete (spanyol) |

| 1993. május 12. |

| Észtország | 0–1         | Málta       |
| ---------- | ----------- | ----------- |
|            | Jegyzőkönyv | Laferla 16' |

| Kadrioru, Tallinn Nézőszám: 4,500 Játékvezető: Markus Merk (német) |

| 1993. május 19. |

| Észtország | 0–3         | Skócia                              |
| ---------- | ----------- | ----------------------------------- |
|            | Jegyzőkönyv | Gallacher 43' Collins 59' Booth 73' |

| Kadrioru, Tallinn Nézőszám: 1,800 Játékvezető: Tore Hollung (norvég) |

| 1993. június 2. |

| Skócia                               | 3–1         | Észtország |
| ------------------------------------ | ----------- | ---------- |
| McClair 18' Nevin 27' 72' (11-esből) | Jegyzőkönyv | Bragin 57' |

| Pittodrie, Aberdeen Nézőszám: 14,307 Játékvezető: Atanasz Uzunov (bolgár) |

| 1993. június 19. |

| Portugália                                         | 4–0         | Málta |
| -------------------------------------------------- | ----------- | ----- |
| Nogueira 1' Rui Costa 8' João Pinto 23' Cadete 85' | Jegyzőkönyv |       |

| Estádio do Bessa, Porto Nézőszám: 7,000 Játékvezető: Jiří Ulrich (cseh) |

| 1993. szeptember 5. |

| Észtország | 0–2         | Portugália              |
| ---------- | ----------- | ----------------------- |
|            | Jegyzőkönyv | Rui Costa 61' Folha 74' |

| Kadrioru, Tallinn Nézőszám: 2,790 Játékvezető: Ilkka Koho (finn) |

| 1993. szeptember 8. |

| Skócia      | 1–1         | Svájc                |
| ----------- | ----------- | -------------------- |
| Collins 50' | Jegyzőkönyv | Bregy 70' (11-esből) |

| Pittodrie, Aberdeen Nézőszám: 21,500 Játékvezető: Joël Quiniou (francia) |

| 1993. szeptember 22. |

| Észtország | 0–3         | Olaszország                              |
| ---------- | ----------- | ---------------------------------------- |
|            | Jegyzőkönyv | R. Baggio 20' (11-esből) 73' Mancini 59' |

| Kadrioru, Tallinn Nézőszám: 5,350 Játékvezető: Jan Damgaard (dán) |

| 1993. október 13. |

| Portugália    | 1–0         | Svájc |
| ------------- | ----------- | ----- |
| João Pinto 8' | Jegyzőkönyv |       |

| Estádio das Antas, Porto Nézőszám: 55,000 Játékvezető: Hellmut Krug (német) |

| 1993. október 13. |

| Olaszország                          | 3–1         | Skócia        |
| ------------------------------------ | ----------- | ------------- |
| Donadoni 3' Casiraghi 16' Eranio 80' | Jegyzőkönyv | Gallacher 18' |

| Olimpiai Stadion, Róma Nézőszám: 61,178 Játékvezető: Ion Crăciunescu (román) |

| 1993. november 10. |

| Portugália                                   | 3–0         | Észtország |
| -------------------------------------------- | ----------- | ---------- |
| Futre 2' Oceano 37' (11-esből) Rui Águas 86' | Jegyzőkönyv |            |

| Estádio da Luz, Lisszabon Nézőszám: 105,000 Játékvezető: Éric Blareau (belga) |

| 1993. november 17. |

| Olaszország   | 1–0         | Portugália |
| ------------- | ----------- | ---------- |
| D. Baggio 83' | Jegyzőkönyv |            |

| San Siro, Milánó Nézőszám: 71,513 Játékvezető: Ryszard Wójcik (lengyel) |

| 1993. november 17. |

| Málta | 0–2         | Skócia                  |
| ----- | ----------- | ----------------------- |
|       | Jegyzőkönyv | McKinlay 15' Hendry 74' |

| Ta’ Qali Nemzeti Stadion, Ta’ Qali Nézőszám: 8,900 Játékvezető: Periklísz Vaszilákisz (görög) |

| 1993. november 17. |

| Svájc                                      | 4–0         | Észtország |
| ------------------------------------------ | ----------- | ---------- |
| Knup 32' Bregy 34' Ohrel 45' Chapuisat 61' | Jegyzőkönyv |            |

| Hardturm, Zürich Nézőszám: 21,000 Játékvezető: Zoran Petrović (jugoszláv) |

## Góllövőlista
| 6 gólos - Stéphane Chapuisat 5 gólos - Roberto Baggio - Adrian Knup 4 gólos - Georges Bregy 3 gólos - Dino Baggio - Roberto Mancini - Giuseppe Signori - Jorge Cadete - Ally McCoist - Pat Nevin - Christophe Ohrel 2 gólos - Pierluigi Casiraghi - Stefano Eranio - Rui Águas - Rui Barros - Rui Costa - Paulo Futre - João Pinto - John Collins - Kevin Gallacher - Ciriaco Sforza | 1 gólos - Sergei Bragin - Roberto Donadoni - Paolo Maldini - Gianluca Vialli - Pietro Vierchowod - Carmel Busuttil - Martin Gregory - Kristian Laferla - Fernando Couto - António Folha - António Nogueira - Oceano - José Orlando Semedo - Scott Booth - Colin Hendry - Brian McClair - Billy McKinlay - Thomas Bickel - Marc Hottiger - Kubilay Türkyılmaz |